# アニタ・ド・サン・カンタン
アニタ・ド・サン・カンタン（フランス語: Anita de St. Quentin、1901年 - 没年不明）は、イギリス、モファット出身、フランスのフィギュアスケート選手（女子シングル）。1928年サンモリッツオリンピックフランス代表。

## 主な戦績
| 大会/年      | 1927-28 |
| ------------ | ------- |
| オリンピック | 26      |